# Baronet

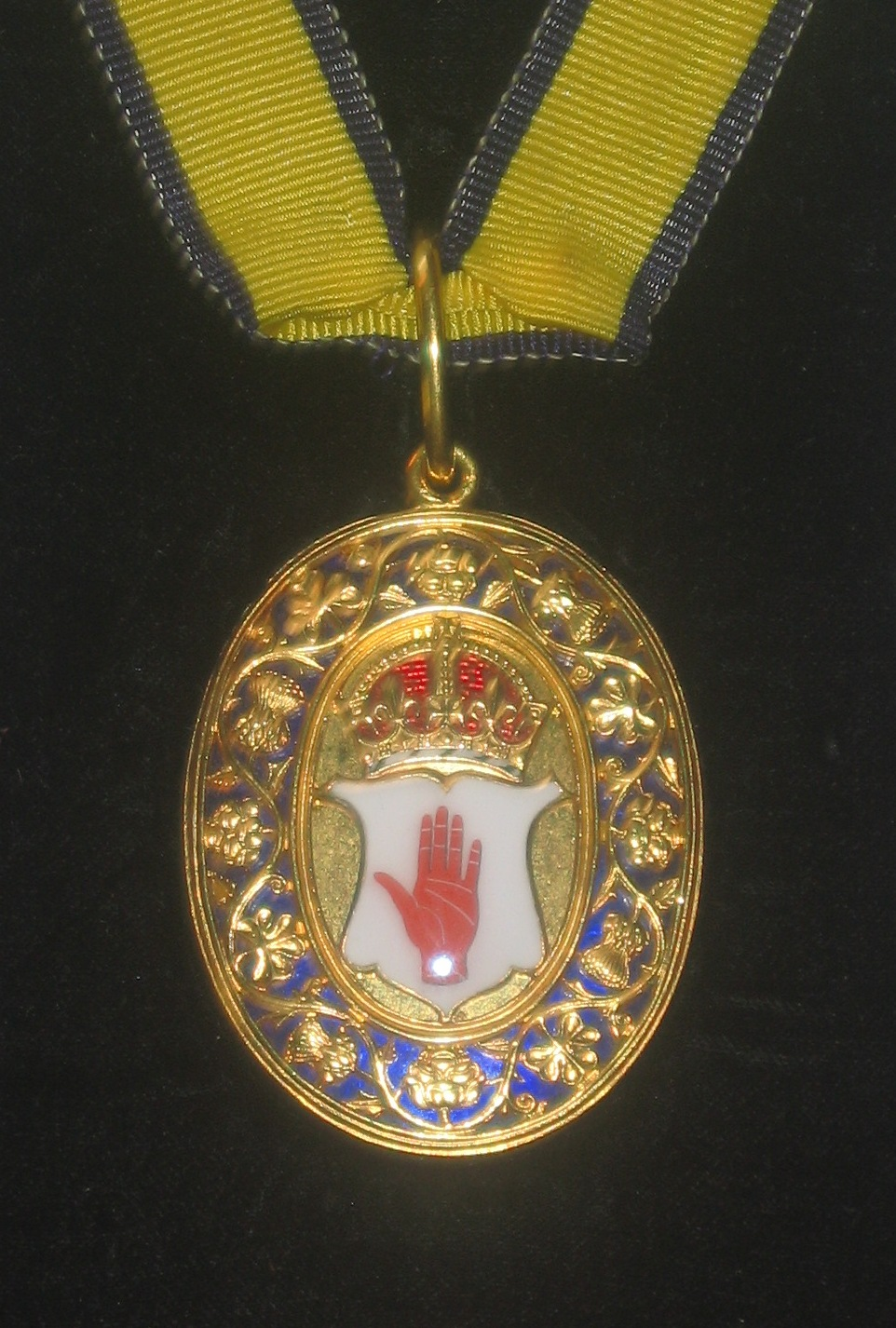
Insignia del baronet británico con la mano roja del Úlster.

Un baronet (tradicionalmente abreviado como Bart, aunque también se usa la forma Bt) o su equivalente femenino, baronetesa (abreviado, Btss), es el poseedor de una dignidad de baronet, un título hereditario concedido por la Corona británica, su señorío se denomina baroneto. La práctica actual de otorgar esta dignidad fue instaurada en Inglaterra e Irlanda por el rey Jacobo I en 1611, con el fin de poder aumentar sus ingresos.
La dignidad de Baronet no tiene ninguna equivalencia fuera de territorio británico, aunque algunos títulos de caballero hereditarios, como el usado en Alemania y Austria (ritter) o en Países Bajos (erfridder), o en Portugal el de caballero de San Miguel del Ala, podrían ser similares. También el título Edler, usado en Austria y en el sur de Alemania, o de nobile, utilizado en Italia, podrían ser traducidos como «baronet».
El nombre baronet es un diminutivo del título nobiliario barón. El rango de baronet se encuentra entre el de barón y el de caballero.
La dignidad de baronet es única en dos sentidos: 
- Es un honor hereditario, pero no comporta nobleza ni tiene categoría de par, por lo que nunca ha permitido a su poseedor ser miembro de la Cámara de los Lores.
- Un baronet usa el honorífico de sir pero la dignidad no está considerada una orden de caballería. Figura por encima de todos los caballeros excepto los de la Jarretera (Inglaterra luego Reino Unido) y de los del Cardo (Escocia).